# Dušegubka
Dušegubka (rusko душегубка/dušegubka; srbsko душегупка/dušegupka; angleško Gas van/gas wagon; nemško Gaswagen) - tudi plinski tovornjak oziroma premična plinska soba je bil tovornjak predelan v premično plinsko sobo. Med Drugo svetovno vojno in med holokavstom je Nacistična Nemčija izpopolnjevala in uporabljala »dušegubko« - že poprej izumljeno, izdelano in uporabjano v komunistični Sovjetski zvezi - za hitrejše in obsežnejše ubijanje beguncev, Poljakov, Ciganov, zlasti pa Judov; pa tudi drugih od arijske rase "manjvrednih" narodov in vojnih ujetnikov v zasedenih krajih Poljske, Sovjetske zveze, Nedićeve Srbije in celotne zasedene Evrope.
Obstajajo pričevanja, da je »dušegubke« "izumila" in uporabljala komunistična tajna služba NKVD v Sovjetski zvezi že med Stalinovo Veliko čistko. Nedićeva Srbija je z uporabo ene same dušegubke postala do avgusta 1942 prva Judenfrei Staat/Dežela brez Judov v takratni Evropi in sicer je Beograd s tem žalostnim rekordom prednjačil pred Dunajem (9. oktober 1942) in celo pred samim središčem nacionalsocializma - Berlinom (19. maja 1943).

## Zgodovina

### Sovjetska zveza
Po zgodovinarju Gellatelyju "so Sovjeti včasih uporabljali tovornjak na plin (dušegubko, »plinovnjak«, gas van, Gaswagen), tako na primer v Moskvi že v tridesetih letih 20. stoletja; kako obsežno je to početje bilo, bi bilo treba dodatno raziskati."; medtem pa "so nacisti iznašli prvo dušegubko, ki je začela delovati v Warthegau-u, 15. januarja 1940 pod Langom".
Med Veliko čistko v Sovjetski zvezi je častnik NKVD-ja Berg uporabljal posebej prirejen nepredušni tovornjak, da bi do smrti zadušil zapornike s strupenim plinom. Ujetnike so zaplinjali na vožnji v Butovo, lažno strelišče, ki pa je v resnici bilo morišče, kjer je NKVD usmrčeval morda še preživele omamljene krepkejše ujetnike in jih pokopaval v množična grobišča.
Častnik NKVD-ja Haritonov je 1956 pričal, da je bil Isaj Berg ključnega pomena pri proizvodnji plinskih tovornjakov dušegubk.
Berg je moral »Strelišče« Butovo pripravljati na množične usmrtitve ljudi iz širše moskovske okolice in zagotavljati, da so te usmrtitve potekale nemoteno. Po pričevanju, ki ga je podal 1956 član Bergove morilske skupine Fjodor Česnokov, so uporabljali tovornjake, ki so bili opremljeni z ventili, skozi katere je bilo mogoče plin usmerjati v notranjost vozila. Zaslišanja so pokazala, da so ujetnike slekli do nagega, jih zvezali, jim zamašili usta in jih zmetali v tovornjake. Njihovo lastnino so do zadnjega pokradli. A tudi Berg je padel v nemilost in Stalin ga je zaprl 3. avgusta 1938;obtožen je bil (ker je najbrž preveč vedel) sodelovanja v "kontrarevolucioarni zaroti znotraj NKVD-ja", obsojen na smrt ter usmrčen 3. marca 1939.
Ni znano, v kakem obsegu so uporabljali tovrstne tovornjake. Poljski zgodovinar, uradni fotograf in pisatelj Kizny domneva, da so bili v uporabi v času, ko je poboje nadziral Berg, torej od oktobra 1937 do 4. avgusta 1938. Opozarja na arheološka izkopavanja leta 1997, ko so izkopali 59 trupel ljudi, ki so bili najverjetneje umorjeni v Bergovem mandatu; samo štiri od teh žrtev so bile ustreljene v glavo. Zategadelj Kizny sklepa, da so bile vsaj nekatere od njih zastrupljene in zadušene s plinom. Uradnika FSB-ja Aleksander Mihajlov in Mihail Kirilin ter zgodovinarka Lidija Golovkova so opisali pričevanje ene priče na kraju množične usmrtitve zunaj Moskve: 
| Alexander Mikhailov, Mikhail Kirillin, historian Lydia Golovkova | Aleksander Mihajlov, Mihail Kirilin in zgodovinarka Lidija Golovkova |
| --- | --- |
| Lydia Golovkova: He told the following: cars loaded with people moved through the forest, up to 50 people were stuffed into a truck. Muscovites have long called these cars "dushegubka [soul killers]."In the case of Berg, who took part in the executions, of which there is his signature, he was accused as the inventor of these gas vans. Alexander Mikhailov: According to the driver of such a truck, the gas was used to prevent the possibility of riot in the truck. Naturally, the people who swallowed carbon monoxide have been suppressed, and many of them accepted death as deliverance from the torment. Lydia Golovkova: The exhaust pipe turned inside the van, and people came already half-conscious. Buses with half-dead people drove up from the side of the forest. There was a tower with a searchlight above the trees, the territory was surrounded by barbed wire, and there was a long wooden hut, where everyone was supposedly brought in for sanitation." | Lidija Golovkova: Povedal je naslednje: avtomobili, naloženi z ljudmi, so se premikali po gozdu; do 50 ljudi je bilo stlačenih v tovornjak. Moskovčani so te avtomobile že dolgo imenovali "dušegubke". Berg je sodeloval pri usmrtitvah, pod katerimi je tudi njegov podpis; smatrali so ga za izumitelja teh plinskih tovornjakov. Aleksander Mihajlov: Po besedah voznika takega tovornjaka je bil plin uporabljen za preprečitev možnih izgredov v tovornjaku. Seveda so se ljudje, ki so vdihovali ogljikov monoksid, (pred nastopom smrti) hudo mučili in mnogi med njimi so sprejeli smrt kot odrešitev iz muk. Lidija Golovkova: V tovornjaku so obrnili izpušno cev navznoter in ljudje so ob prihodu bili že napol nezavestni. S strani gozda so pripeljali avtobusi z napol mrtvimi ljudmi. Nad drevesi je bil stolp z žarometom; ozemlje je bilo obdano z bodečo žico, tam pa je stala dolga lesena baraka, kamor so menda vse pripeljali kot na stranišče.« |

Preživela priča iz pokola v Babinem Jaru Dina Proničeva, glede na objavljeni pogovor z njenim nečakom Mihailom Frenkelom, se je za las izognila predaji sovjetski policijski "dušegubki", ko je bila 1943 na obisku pri tašči.
Hałaburda je zapisal, da so dušegubke uvedli zaradi povečanja števila usmrtitev. V knjigi KGB: The State Within a State (KGB: država v državi) Evgenija Albač (Yevgenia Albats) in Catherine Fitzpatrick pišeta: "Zaradi pomanjkanja krvnikov so čekisti za dušegubke uporabljali tovornjake, ki so bili zakrinkani v vozila za prevoz kruha. Da, isti stroji, ki so jih pozneje uporabljali razvpiti nacisti - ti isti tovornjaki so bili vsekakor prvotno sovjetski izum in so jih Sovjeti uporabljali več let prej, preden so bile zgrajene peči v Auschwitzu"
Dušegubke naj bi uporabljali tudi v mestih Omsku in Ivanovem v Sovjetski zvezi. Po besedah visokega oficirja NKVD Schrederja so jih v mestu Ivanovem uporabljali podobno kot v Moskvi: »Ko je zaprt tovornjak prispel na kraj usmrtitve, so vse obsojence v nezavestnem stanju zvlekli iz avtomobilov. Med potjo so jih skoraj popolnima zadušili izpušni plini preusmerjeni skozi posebno cev v zaprt tovorni prostor tovornjaka."
Sovjetski oporečnik Grigorenko je v svojih spominih opisal zgodbo, ki jo je povedal njegov pristni prijatelj in nekdanji ujetnik Gulaga Vasil Teslia, ki je opisal poboje »kulakov« v zaporu v Omsku. Po njegovih besedah so več kot 27 ljudi naložili na tovornjak, ki se je oddaljil od zapora, a se kmalu vrnil. "Ko so se odprla vrata, se je valil črn dim in ven so padala človeška trupla," ki so jih nato zmetali v klet. Teslia je spremljal takšne usmrtitve ves teden.

### Tretji rajh
Zgodovinarji holokavsta trdijo, da so premične dušegubke izumili v Nacistični Nemčiji leta 1940 in jih najprej uporabili pri moritvi bolnikov v bolnišnicah Wartheland. Drugi zgodovinarji to dopolnjujejo z ugotovitvijo, da so dušegubke iznašli in uporabljali v Sovjetski zvezi že precej pred tem časom; nato jih je Hitler prevzel od Stalina; sledila je uporaba in izpopolnjevanje le-teh v Tretjem Rajhu  vse do "izuma" plinskih sob okrog 1942.
Katrin Reichelt omenja kot razvijalca te metode Widmanna in Nebeja: navadne tovornjake so predelali  v zaplinjake. Mathias Beer imenuje dušegubke "poseben dosežek Tretjega rajha".
Uporaba plinskih kombijev s strani Nemcev za ubijanje Judov, Poljakov, Ciganov, duševnih bolnikov in ujetnikov na zasedenih ozemljih med Drugo svetovno vojno izvira iz »Aktion T4« leta 1939. »Kriminalnotehnična ustanova«, ki je dobila naročilo, naj najde primeren način za ubijanje pri Reichssicherheitshauptamt (Službi državne varnosti - RSHA), je določila, da bodo zastrupljali žrtve s plinom in sicer z ogljikovim monoksidom.
Oktobra 1939 so nacisti začeli uplinjati zapornike v utrdbi VII blizu Poznanja. Prve žrtve so bili poljski in judovski duševni bolniki. Priče poročajo, da so od decembra 1939 uporabljali premične dušegubke za moritev po Vzhodni Prusiji in Poljski. Tovornjake je naročil Lange z namenom, da bi pospešil poboje. Namesto da bi žrtve prepeljali do vplinjakov, so dušegubke prepeljali do žrtev; delovale pa so enako kot nepremične plinske sobe: skozi gumijasto cev je voznik izpustil čisti ogljikov monoksid (CO) iz jeklenk v posebno zrakotesno prikolico nameščeno na nosilec. Dušegubke so bile podobne dostavnim tovornjakom in so bile za prikrivanje označene kot Kaiser's Kaffee Geschäft ("Kaiserjeva kavarna").
Lange je 1940 pobijal bolnike po številnih bolnišnicah v Warthelandu, ki so jih nalagali v dušegubke in jih med vožnjo zaplinjali. Od 21. maja do 8. junija 1940 so na tak način pomoril 1558 bolnikov iz uničevalnega taborišča Soldaua.
Avgusta 1941 se je poveljnik SS Himmler udeležil množičnega streljanja Judov v Minsku, ki ga je uprizoril Nebe; ta dogodek ga je tako pretresel, da mu je šlo na bruhanje. Ko si je opomogel, se je odločil za iznajdbo drugačnega načina ubijanja. Naročil je raziskavo »priročnejših« načinov, ki bi bili manj pretresljivi za morilce in Nebe je začel izvajati poskusno ubijanje sovjetskih duševnih bolnikov najprej z eksplozivom v bližini Minska, nato pa z dušegubko v Mogiljovu; pri tem so plinsko strašilo izpopolnjevali.
Dušegubke so uporabljali zlasti v uničevalnem taborišču Helmno, dokler niso razvili plinske sobe kot učinkovitejšega načina za moritev velikega števila ljudi. Zasedbene oblasti so na vzhodu uporabljale dve vrsti plinskih tovornjakov - dušegubk: Opel-Blitz, ki je tehtal 3,5 tone, in večji Saurerwagen, ki je tehtal 7 ton.
SS-ovci so za dušegubke uporabljali olepševalna imena oziroma evfemizme: Sonderwagen, Spezialwagen ali S-Wagen v pomenu "posebno, izredno, nujno vozilo". Dušegubke so bile posebej zasnovane za usmerjanje smrtonosnih izpušnih plinov prek kovinskih cevi v nepredušno tovorišče, kamor so bile predvidene žrtve prisiljeno natlačene do zmogljivosti. Ko je bil plin sproščen, so žrtve kričale in trkale po stenah ter prosile šoferja, naj jih izpusti ven na zrak. Po umiranju so bila njihova telesa "pomodrela, namočena z znojem in urinom, noge pa prekrite z iztrebki in krvjo". Ti grozljivi prizori so bili eden od razlogov, zakaj je Höss izbral Zyklon B kot glavni način za ubijanje Judov, čeprav je - kot v posmeh - Zyklon B povzročal podobne posledice.
Do junija 1942 je glavni proizvajalec dušegubk - Gaubschat Fahrzeugwerke GmbH - dostavil zasedbenim oblastem naročenih 20 zaplinjakov od 30 v dveh modelih: za 30–50 in 70–100 oseb. Ob koncu vojne se ni ohranila niti ena dušegubka: niti v Nacistični Nemčiji niti v Stalinovi Sovjetiji niti v Nedićevi Srbiji. Njen obstoj je prvič prišel na dan leta 1943 med sojenjem nacističnim sodelavcem, ki so bili vpleteni v poboje civilistov v Krasnodarju. Skupino od 30 do 60 civilistov so namreč 21. in 22. avgusta 1942 s plinom usmrtili pripadniki posebne zasedbene enote ob podpori domačinov. Kasneje so plinske dušegubke uporabljali za poboje Ciganov in duševnih bolnikov; celotno število umorjenih ni znano.

### Kakšne so bile dušegubke?
| Gaswagen in Chelmno | Gas van in Chełmno extermination camp | Dušegubka v Uničevalnem taborišču Helmnu |
| --- | --- | --- |
| Während des 2. Weltkrieges wurden zwei Typen von Gaswagen verwendet: kleinere mit bis zu 3,5t Nutzlast für etwa 50 Menschen (Diamond, Opel Blitz und ein Renault-LKW) und größere mit ca. 5t Nutzlast für ca. 70 Menschen (Saurer-LKW). Die Bilder der Diamond-, Opel- und Saurer-Wagen sowie des Gas-Anhängers sind keine Originalaufnahmen. Sie dienen nur der Anschauung. | Two types of gas vans were used during World War II: smaller ones with a payload of up to 3.5 tons and approximately 50 people (Diamond, Opel Blitz, and a Renault-LKW/truck) and larger ones with a payload of approximately 5 tons and approximately 70 people (Saurer-LKW/truck). The images of the Diamond, Opel, and Saurer vans, as well as the gas trailer, are not original photographs. They are for illustrative purposes only. | Med Drugo svetovno vojno sta bili v uporabi dve vrsti dušegubk: manjša z nosilnostjo do 3,5t za približno 50 oseb (Diamond, Opel-Blitz in tovornjak Renault) ter večja z nosilnostjo okoli 5t za okoli 70 oseb (tovornjak Saurer). Slike avtomobilov Diamond, Opel in Saurer ter plinske prikolice (v Halbersztadtovem članku) niso izvirne fotografije. Navedene so samo za ponazoritev. |

Glede oblike dušegubke lahko najdemo v tem zanimivem članku nekaj izvirnih fotk, ki bi mogle biti blizu stvarnosti in bi vsaj malo razkrile strogo čuvano skrivnost: prikazane so namreč fotke morilskih tovornjakov iz časa Tretjega rajha; poleg tega pa lahko opazimo tudi "naprednejše" oblike tega primitivnega množičnega morilskega orožja oziroma orodja, ki naj bi bile uporabljane v novejšem času v Belorusiji in na Kitajskem pri učinkovitem pokončevanju oporečnikov.

## Spomin

### Film
Ko zasvita dan
Srbski film »Ko zasvita dan« (»Kad svane dan«)  je doživel krstno predstavo na Sveti večer, 24. decembra 2012, in je bil imenovan za Oskarja. Nauk tega pretresljivega filma je ohranjanje stika s preteklostjo, ki je bila sicer polna nestrpnega sovraštva ter smrtonosnih pogromov, vendar s plemenitim namenom, da bi prihodnost potekala v duhu Franklove logoterapije mirneje: le sprava in odpuščanje lahko jamčita človeka vredno življenje v slogi in sodelovanju.  
Filip David in Goran Paskaljević sta 2012 napisala scenarij za nenavadno zgodbo o beograjskem upokojenem profesorju glasbe Mišu Brankovu, ki je našel kovinsko škatlo na mestu nekdanjega Uničevalnega taborišča Staro Sejmišče v sedanjem Novem Beogradu blizu Brankovega mosta. Doslej je mislil, da so Brankovi na deželi - kamor so ga malo pred smrtjo poslali starši v posvojitev - njegovi pravi starši. Iz listin v škatli pa je zvedel resnico, da so bili njegovi pravi starši Judje, ki so bili zaprti v tem uničevalnem taborišču in nato umorjeni z dušegubko. To najdeno škatlo je zakopal pred smrtjo njegov pravi oče po imenu Isaac Weiss leta 1941, preden so ga skupaj z njegovo ženo nagnali v dušegubko in ju skupaj z drugimi ujetniki zastrupili. V filmu je sicer v uvodu obljubljena fotka dušegubke; danes pa vemo zanesljivo, da ta znamka avtomobila ni spadala mednje. Nesporno je namreč dejstv o, da so za usmrtitve nacisti uporabljali druge znamke avtomobilov. Med listinami najde Miša tudi nedokončano otožno očetovo glasbeno stvaritev "Ko zasvita dan" ("Kad svane dan"), ki jo profesor dokonča in po mnogih neugodnostih uspešno izvede s svojim »ad hoc« orkestrom prav na mestu nekdanjega taborišča Staro Sejmišče, poleg stražnega stolpa. Nauk tega filma je tudi: "Kdor zanemarja preteklost, nima niti prihodnosti."
Shoah
Dušegubke oziroma premične plinske sobe obširno obravnavajo tudi nekateri pogovori v Lanzmannovem filmu Shoah. Ta celovečerni film iz leta 2011 prikazuje umor čeških otrok v dušegubki (=premični plinski sobi; "Film Lidice").

### Umetnost
Obris dušegubke je prikazan tudi  na reliefu Spomenika žrtvam fašizma v Ručovskem gozdu..

### Kritika
Santiago Alvarez
Glede dušegubke obstaja problem v dejstvu, da kljub obsežnemu pisanju, pričevanju in raziskovanju ni bil podan doslej še niti en materialen dokaz tega vozila. Zgodovinar Alvarez je glede tega opravil obširno raziskavo in pravi, da so se pisci o Gaswagen temeljitega in znanstvenega preučevanja ter materialnih dokazov izogibali „kot hudič žegnane vode“. 
Jerzy Halbersztadt
Temu govori v prid tudi fotografija v članku „Gas van“ na angleški Wikipediji, ki predstavlja tovornjak Magirus-Deutz, ki pa ne spada med znamke, ki so jih uporabljali za dušegubke; poleg tega ni prirejen za uplinjevanje; skratka – tak „dokaz“ je v znanstvenem svetu ne samo čuden, ampak tudi ničen. Zdi se, da je "osvoboditeljem" po koncu 2. svetovne vojne prišel prav tudi takšen "dokaz", ki pa to ni. Univerzitetni profesor Jerzy Halbersztadt v svojem članku točno opiše, katere vrste tovornjakov so se uporabljale za uničevanje ljudi z zaplinjevanjem; med njimi pa ni Magirusa; poleg tega neprikrito naravnost pojasnjuje, da modeli, ki so prikazani, niso bili preurejeni za uporabo smrtonosnega ogljikovega monoksida.
Film Ko zasvita dan
Prav ista slika (ki ni to, kar bi morala biti, ampak je nekaj drugega) se pokaže tudi v zgoraj omenjenem, sicer odličnem filmu o beograjskem uničevalnem taborišču Starem Sejmišču „Ko zasvita dan“  Čeprav je v predgovoru obljubljeno, „da bomo za trenutek videli tisto ta pravo sliko dušegubke“ – pa se pokaže tista „neprava“  - ista kot v Wikipediji. 
Andrea Carancini
Ni edina, ki dvomi o obstoju dušegubke in navaja vire, po katerih naj bi je ne uporabljala niti Stalin niti Hitler; češ da so Judje hoteli očrniti vladarje, ki so se jim iz kakega razloga zamerili. Zato priporoča ponovno preučevanje zgodovine in vseh prvotnih virov, kar naj bi obenem pokazalo, da so visoke številke o usmrtitvah Judov pod nacizmom pretirane.
Carancinijeva nas usmerja na celo knjižnico bukev, filmov in drugih priročnikov, ki s svojega izvirnega zornega kota poskušajo ponovno preučiti in osvetliti vprašanja, ki so povezana z uničevalnimi taborišči, dušegubkami, plinskimi sobami ter množičnimi poboji - pa najsi bo pod nemškim nacionalsocializmom ali pa pod sovjetskim in drugimi komunizmmi. To zajetno gradivo naj bi nas pripeljalo do precej drugačnih zaključkov, kot pa smo jih bili vajeni delati na temelju doslej znanih virov, listin in pričevanj.

### (Ne)ohranjanje spomina na pobijanje - pa tudi na reševanje
V zvezi z dušegubko naj omenimo, da se je "uspešno" uporabljala tudi v Nedićevi Srbiji, kjer so domači sodelavci tesno sodelovali z nacističnimi zasedbenemi oblastmi.
Na ta način je bila uporaba dušegubke "zaslužna" za to, da je bila okupirana Srbija razglašena že avgusta 1942 za prvo Judenfrei deželo v Evropi, tj. deželo, kjer je bilo "rešeno jevrejsko pitanje" s pobojem celotnega judovskega prebivalstva od najstarejših do najmlajših. Poleg tega je res nenavadno, da so v Srbiji tako hiteli z uvedbo sramotnega nacističnega ukaza, češ da morajo vsi Judje nositi na roki rumen trak z napisom "Jude" že od 19. aprila 1941! Z veliko ihto je kvizlinška oblast ne le objavljala, ampak tudi pomagala izvrševati pogrome nad judovstvom; tako je bilo med temeljitim "etničnim čiščenjem" pobitih 11.000 od 12.500 predvojnih Abrahamovih sinov, kar vsekakor predstavlja pravi ljudomor.
Današnje srbske oblasti - ki izhajajo pravzaprav od Šešeljevih skrajno nacionalistično usmerjenih radikalov - imajo glede ohranjanja spomenenikov-mučilišč dokaj nemaren ali celo zaničljiv odnos; med drugim tudi do propadajočih ostankov taborišča Staro Sejmišče. Poleg sprenevedanja beograjskega župana maja 2024 in praznih obljub o temeljiti obnovi celotnega taboriščnega območja izrečenih že 2022 pa to pomembno zgodovinsko prizorišče pogroma nad Judi in tudi drugimi nezaželenimi skupinami ljudi, ki so jih od tod razvažali in zastrupljali z dušegubko okupatorski Nemci ob vsestranski podpori domačih Srbov – še naprej žalostno propada, medtem ko raste megalomanski in sporni Beograd na vodi. Novo upanje na ureditev Spominskega parka Staro Sejmišče je vzklilo, ko je bil 2024 obnovljen Stolp v nekdanjem razstavišču in pozneje taborišču. Zdi pa se vendar, da je Vučićevi od študentov skoraj pol leta osporavani "vladi u ostavci" veliko pomembnejši Beograd na vodi - s katerim si nekateri polnijo žepe in na veliko perejo denar  -, kot pa temeljita in seveda draga ureditev nekega nemško-srbskega uničevalnega taborišča, ki budi tudi neprijetne spomine. Znano je namreč, da "je bila v zasedeni Evropi Srbija prva država, kjer je bilo že avgusta 1942 "rešeno židovsko vprašanje" - bolj učinkovito, z večjim sodelovanjem srbskih oblasti in prej kot v sosednji NDH. Tam se ustaši z uničevanjem "Židov" niso ravno preveč obremenjevali - a niso ostali brez odmeva niti javni Stepinčevi protesti zoper rasistične zakone; zategadelj je zadevo prevzel v svoje roke Gestapo, ki je mogel Hrvaško šele 1944 razglasiti za "Judenfrei Staat". Zgodovinarji ugotavljajo, da je na ta način bil "etnično očiščen od Judov" prva prestolnica v zasedeni Evropi in nosi ta žalostni rekored pred Dunajem (9. oktobra 1942) in celo samim sedežem nacionalsocializma Berlinom (19. maja 1943).
Pravo katastrofo pomeni brisanje tistih neprijetnih spominov, ki bi lahko vznemirjali skozi stoletja skrbno negovani mit, češ da so "Srbi nebeški narod" . Čeprav je ta ideja v srednjem veku in vse do nastanka Jugoslavije imela predvsemm povezovalni krščansko-jugoslovanski pomen, se je pod vplivom brezbožnega svobodomiselstva in radikalnega nacionalsocializma prelevila v svoje grozeče nasprotje: v razdiralno silo velesrbskega nacionalizma, ki ji je končno uspelo razbiti z velikimi težavami le vzdrževano bratstvo in enotnost jugoslovanskih narodov. To radikalno smer kaže tudi odločnost, s katero se je sedanja srbska oblast namesto na obnovo, ki je obljubljana skozi desetletja, zaradi gradnje neke ceste spravila z buldožerjem na podiranje najpomembnejšega objekta v Spominskem parku - "Nemškega paviljona", kjer je na tisoče nedolžnih žrtev nemško-srbskega nacionalizma v najstrašnejših mukah in osamljenosti končalo svoja mlada življenja. V Nedićevi Srbiji je bilo na ta način že 1942 "rešeno jevrejsko pitanje" ("judovsko vprašanje") z njihovim popolnim iztrebljenjem. Najboljši znak tega sprenevedanja je dejstvo, da je "Spominski park holokavsta" še naprej neobeležen prepuščen zobu časa in razpadanju.
Čudi vsekakor želja, ki jo je že nekajkrat izrazil sedanji srbski predsednik Vučić, da bi "privatno" - vendar s spremstvom - poromal v hrvaški 300 km oddaljeni Jasenovac. Obenem pa ne kaže nobene pietete do kraja v sami prestolnici, ki še venomer propada. Hvalevredno je sicer, da je bil predsednik Vučić skupaj s patriarhom Porfirijem na slovesnem začetku obnovitvenih del stolpa na Starem Sejmišču, ko je dejal: »Obnova Osrednjega stolpa je simbol odločnosti, da obnovimo lastni skupinski spomin.« Temu dobremu namenu vendarle nasprotujejo slaba dejanja; med drugim tudi podiranje najpomembnejše stavbe v Spominskem parku naslednjega leta - za katero se ne ve niti investitor niti izvajalec. Če bi obstajala resna volja, bi po tolikih desetletjih zanemarjanja in propadanja že zdavnaj napočil čas za temeljito obnovo celotne površine z vsemi stavbami in pritiklinami nekdanjega beograjskega razstaviščnega prostora (1937), ki je nato postal simbol popolnega iztrebljanja Judov (1942), mučilišče za druge oporečnike med in po vojni (1948) - in nato simbol sprenevedanja, pozabe in propadanja. Vsi restavratorji bi se strinjali, da "podiranje in ponovno postavljanje" stolpa in drugih enot ni nikakršno ohranjanje spomina, ampak prej njegovo načrtno brisanje. Ali je torej preveč pričakovati, da bi predsednik (s spremstvom) obiskal popolnoma obnovljeni celotni "Spominski park Staro Sejmišče". To uničevalno taborišče je namreč bilo mučilišče ne le za Jevreje in Cigane, ampak tudi za mnoge Srbe.

#### Nadškof Ujčič je varoval in reševal preganjane Jude
Malo je znano širši javnosti, da si je beograjski nadškof Ujčič v teh skoraj nemogočih medvojnih razmerah neopaženo prizadeval, da bi pomagal preganjanim, katerih število je naraščalo, a njihov položaj je postajal vedno težji. Prvi pa so bili v Nedićevi Srbiji med preganjanimi na nacističnem seznamu Judje, za katere se ni potegnil nihče niti od srbskih državnih niti od cerkvenih pravoslavnih oblasti SPC, čeprav so jih množično začeli dušiti s proslulo "dušegubko". Kljub nerazumevanju in veliki nevarnosti se je zanje po svojih močeh in s skrito diplomacijo zavzemal Ujčič skupaj s svojo duhovščino in katoliškimi redovnicami; če bi ne bil katoliški cerkveni dostojanstvenik, bi ga Izraelci verjetno že zdavnaj prišteli med Pravičnega med narodi - kamor so prišli mnogi posamezniki, ki so za reševanje njihovih rojakov storili veliko manj. 
V zvezi s tem njegovim tihim človekoljubnim delovanjem je izšla pred kratkim celo posebna knjiga. Na njeni predstavitvi je med drugim dejal njegov naslednik Hočevar:
| Uvodno slovo nadbiskupa Stanislava Hočevara | Uvodna beseda nadškofa Stanislava Hočevarja |
| --- | --- |
| Nadbiskup dr Josip Ujičić stupio je na tron Beogradske nadbiskupije u vrlo dramatičnom i kompleksnom vremenu pred Drugi svetski rat (to jest 1936. godine), pratio je sva ratna događanja na području čitave nekadašnje Kraljevine Jugoslavije, kao i u revolucionarnom vremenu posle Drugog svetskog rata kada je – uz ostalo – iz ruku blaženog Alojzija Stepinca morao da preuzme i službu predsednika Biskupske konferencije Jugoslavije. Ubeđen sam da će ga istorija sve više prepoznavati kao velikana – ne samo zbog toga što je spasavao tolike Jevreje i štitio sve ugrožene – što i jeste glavna tema knjige koju predstavljamo – nego pre svega zato što je znao izuzetno dobro da sačuva svoj urođeni, duhovni i crkveni identitet, ujedno se svestrano dijaloški otvarajući za sve – pre svega u velikoj solidarnosti za „bonum commune“ svih, a ne samo „svojih“. | Nadškof dr. Josip Ujičić je zasedel prestol Beograjske nadškofije v zelo usodnem in zapletenem času pred Drugo svetovno vojno (to je leta 1936), spremljal je vsa vojna dogajanja na celotnem ozemlju nekdanje Kraljevine Jugoslavije, pa tudi v prevratnem času po drugi svetovni vojni, ko je – med drugim – moral prevzeti tudi položaj predsednika Škofovske konference Jugoslavije iz rok blaženega Alojzija Stepinca. Prepričan sem, da ga bo zgodovina vedno bolj prepoznavala kot velikana – ne samo zavoljo tega, ker je reševal tolike Jude in ščitil vse ogrožene – kar je tudi glavna tema knjige, ki jo predstavljamo – ampak predvsem zato, ker je bil sposoben izjemno dobro ohranjati svojo prirojeno, duhovno cerkveno istovetnost, obenem se vsestransko pogovorno odpirajoč vsem – predvsem v veliki vzajemnosti za „bonum commune“ vseh, a ne samo „svojih“. |